# De Daedalis Plataeensibus
Sui Dedala a Platea (in greco antico: Περὶ τῶν ἐν Πλαταιαῖς Δαιδάλων?, in latino De Daedalis Plataeensibus) è un trattato erudito-allegorico di Plutarco, compreso anticamente nei Moralia, ma oggi perduto, a parte due sostanziosi frammenti.

## Struttura
Il trattato è conservato in due frammenti abbastanza ampi da Eusebio di Cesarea, certamente per la sua interpretazione allegorico-religiosa del mito antico.
Si trattava, probabilmente, di un dialogo, ambientato vicino al monte Citerone, come indicherebbe la parola "qui" per indicarlo, oltre al fatto che Plutarco utilizza la seconda persona plurale, quindi indicando più interlocutori.
L'argomento era costituito dall'esposizione e commento interpretativo dei riti dei Daedala, una festa che si teneva a Platea in due solennità distinte, come apprendiamo da Pausania, il quale ci informa che esistevano i "Piccoli Daedala" (Δαίδαλα μικρὰ), tenuti ogni sette anni dai soli abitanti di Platea, e i "Grandi Daedala" (Δαίδαλα μεγάλα), che si celebravano ogni sessant'anni e a cui partecipavano tutti i popoli della Beozia.
Durante le feste minori una quercia, miracolosamente indicata da un uccello in un boschetto vicino ad Alalcomene, veniva tagliata e sagomata in un'immagine, chiamata daidalon: durante le feste maggiori, poi, le quattordici immagini così preparate venivano assegnate a varie città beotiche, vestite e bagnate come si usava per le spose nel fiume Asopo, per poi essere collocate su carri con una damigella d'onore. Questi xoana venivano, poi, portati in processione fino alla cima del Monte Citerone, dove venivano bruciati con altri sacrifici su un altare.
Questo strano rito, di cui l'aition viene raccontato da Plutarco nel cap. 6, è un rito eziologico ed apotropaico in onore di Era e Zeus: esso è un rito di salvezza e, al tempo stesso, di distruzione, quasi misterico, afferma Plutarco, di cui non si può parlare, perché le "cose taciute" che costellano i miti sembrano "più sospette delle cose di cui si parla".

## Analisi critica
Il primo di questi due frammenti tratta il mito come allegoria delle dottrine fisiche: infatti, alla maniera degli stoici, Era è identificata con la terra o con l'aria, Zeus con il fuoco, Apollo con il sole. Come è stato osservato , questo tipo di interpretazione è abbastanza in contrasto con la consueta visione di Plutarco, secondo la quale un dio è un essere trascendente, che è sbagliato identificare con qualsiasi corpo fisico, che può, tuttavia, essere il suo simbolo o un veicolo del suo potere. Anche se ci sono passaggi in cui la distinzione non viene fatta, è possibile che la discrepanza di vedute possa essere ricondotta al fatto che nel frammento il punto di vista non era quello di Plutarco, ma di un personaggio in un dialogo.